# 大塚隆史
大塚 隆史（おおつか たかふみ、1986年8月22日 - ）は、日本の男性総合格闘家。千葉県市川市出身。T・GRIP TOKYO 高田馬場所属。第2代、第3代DEEPバンタム級、フェザー級王者。元WSOF GCバンタム級王者。

## 来歴
中学からブラジリアン柔術を始める。またレスリングを始め、自由ヶ丘学園高等学校在学時にはインターハイに出場、3年次の中国大会では60kg級個人の部で準決勝に進出した（優勝した大澤茂樹に敗退）。また全国高校生グレコローマン選手権でも60kg級で準優勝を果たしている。日本体育大学進学後も東日本学生秋季新人戦（フリースタイル60kg級）で優勝、全日本選手権にも出場した。しかしその後「減量苦や学業上の理由が重なり、寮から逃げ出した」と本人は後のインタビューで語っている。
2006年6月11日、W-カプセルのオープニングファイトで総合格闘技デビュー。12月にはDEEPのフューチャーキングトーナメントにも出場した。
2007年5月19日、ブラジルのFury FCに出場、レアンドロ・イッサにTKO勝ち。年末の大会にも出場し、ホドリゴ・ルイスにTKO勝ちを収めた。
2008年7月12日、Fury FCライト級王座決定戦でハファエル・ドス・アンジョスと対戦し、1-2の判定負けを喫し王座獲得に失敗した。その後はDEEPに出場、金原正徳と昇侍相手に2連勝を収めた。
2009年3月8日、DREAM初参戦となったDREAM.7のフェザー級（-63kg）グランプリ1回戦でビビアーノ・フェルナンデスと対戦し、0-3の判定負けを喫した。
2009年8月23日、DEEP 43 IMPACTのDEEPフェザー級タイトルマッチで王者三島☆ド根性ノ助に挑戦し、5-0の判定勝ちを収め王座獲得に成功した。
2010年5月29日、ケージ開催となったDREAM.14で宮田和幸と対戦し、1-2の判定負け
2010年7月3日、DEEP 48 IMPACTのDEEPフェザー級タイトルマッチで挑戦者の松本晃市郎と対戦し、2-3の判定負けを喫し王座陥落した。
2010年10月24日、DEEP 50 IMPACTで前田吉朗と対戦し、0-2の判定負けを喫した。
2011年5月29日、DREAM JAPAN GPのバンタム級日本トーナメント1回戦で大沢ケンジと対戦し、1-2の判定負けを喫した。
2011年6月24日、DEEP 54 IMPACTのDEEPバンタム級王座決定戦で中村"アイアン"浩士と対戦し、5-0の判定勝ちを収め王座獲得に成功した。DEEP2階級制覇となった。
2012年2月18日、DEEP 57 IMPACTのDEEPバンタム級タイトルマッチで挑戦者の前田吉朗と対戦し、チョークスリーパーで一本負けを喫し王座陥落した。
2013年6月22日、韓国開催のROAD FC 012でイ・ユンギュンと対戦し、0-3の判定負け。当初はキム・スーチョルと対戦する事になっていたがスーチョルが欠場したために対戦相手が変更された。
2014年4月29日、DEEP 66 IMPACTのDEEPバンタム級王座決定戦で大沢ケンジと対戦し、5-0の判定勝ちを収め王座獲得に成功した。DEEPでは三度目の王座載冠となった。
2014年12月31日、DEEP DREAM IMPACT 2014でのDEEP×パンクラス対抗戦でパンクラスのバンタム級王者である石渡伸太郎と対戦し、KO負け。
2015年5月16日、DEEP 72のDEEPバンタム級タイトルマッチで挑戦者の北田俊亮と対戦し、判定勝ちで王座の初防衛に成功した。
2016年8月27日、DEEP 77 IMPACT & DEEP JEWELS 13 レスリングでアジア選手権3位のバータル・アズジャブハラン相手に2R 2:35チョークスリーパーにて一本勝ち。この試合より所属ジムがT・GRIP TOKYO 高田馬場へと変更される。
2016年12月17日、WSOF GCバンタム級王座決定戦でフェルナンド・ヴィエイラと対戦予定だったが、ヴィエイラの体重超過により大塚が不戦勝という形で初代王座に認定された。
2017年5月13日、DEEP CAGE IMPACT 2017のDEEPバンタム級タイトルマッチで挑戦者の石司晃一と対戦し、3-2の判定勝ちで2度目の王座防衛に成功した。
2017年7月30日、RIZIN初参戦となったRIZIN FIGHTING WORLD GRAND-PRIX 2017 1st ROUND -夏の陣-のバンタム級トーナメント1回戦でアンソニー・バーチャックと対戦し、2-1の判定勝ち。
2017年12月29日、RIZIN FIGHTING WORLD GRAND-PRIX 2017 2nd ROUNDのバンタム級トーナメント2回戦でカリッド・タハと対戦し、フロントネックロックで一本勝ち。
2017年12月31日、RIZIN FIGHTING WORLD GRAND-PRIX 2017 Final ROUNDのバンタム級トーナメント準決勝で石渡伸太郎と再戦し、0-3の判定負け。
2018年3月2日、DEEPバンタム級王座を返上したことが発表された。
2018年8月26日、DEEP 85 IMPACTでビクター・ヘンリーと対戦し、ボディへの右前蹴りでKO負け。
2019年5月12日、DEEP 89 IMPACTでPXCバンタム級王者のトレヴィン・ジョーンズと対戦し、チョークスリーパーで一本負け。
2020年11月23日、修斗に初参戦。修斗バンタム級環太平洋王者の安藤達也と対戦し、TKO勝ち。
2021年3月20日、PROFESSIONAL SHOOTO 2021 Vol.2の修斗世界バンタム級タイトルマッチで王者の岡田遼に挑戦し、0-3(49-46、48-47、50-45)の判定負けを喫し、王座獲得に失敗した。
2021年6月27日、RIZIN.29のバンタム級JAPANグランプリ1回戦で獅庵と対戦し、3-0の判定勝ちを収めた。
2021年9月19日、RIZIN.30のバンタム級JAPANグランプリ2回戦で扇久保博正と対戦し、0-3の判定負けを喫した。

## 人物・エピソード
- 暴言プレジデントのニックネームの表すとおり、ビッグマウスとも受け取れる発言をすることがある。DREAM.14の煽りVでは、宮田和幸に対し、「ボディビルのコンテストじゃねぇぞって」「オヤジ狩りとかね」と挑発、修斗世界バンタム級王者の岡田遼に対し「マイクが気持ち悪い」「修斗修斗うるせーし」などといった発言を残している。
- 古代ローマのグラディエーターを彷彿とさせる独特なデザインのトランクスを履いて試合に臨んでいた時期がある。

## 戦績

### プロ総合格闘技
| 総合格闘技 戦績 | 総合格闘技 戦績 | 総合格闘技 戦績 | 総合格闘技 戦績 | 総合格闘技 戦績 | 総合格闘技 戦績 | 総合格闘技 戦績 |
| --------------- | --------------- | --------------- | --------------- | --------------- | --------------- | --------------- |
| 49 試合         | (T)KO           | 一本            | 判定            | その他          | 引き分け        | 無効試合        |
| 30 勝           | 5               | 6               | 19              | 0               | 1               | 0               |
| 18 敗           | 2               | 4               | 12              | 0               | 1               | 0               |

| 勝敗 | 対戦相手                     | 試合結果                     | 大会名 | 開催年月日     |
| ×    | 扇久保博正                   | 5分3R終了 判定0-3            | RIZIN.30 【RIZINバンタム級JAPANグランプリ2回戦】                                                                                   | 2021年9月19日  |
| ○    | 獅庵                         | 5分3R終了 判定3-0            | RIZIN.29 【RIZINバンタム級JAPANグランプリ1回戦】                                                                                   | 2021年6月27日  |
| ×    | 岡田遼                       | 5分5R終了 判定0-3            | プロフェッショナル修斗公式戦 PROFESSIONAL SHOOTO 2021 Vol.2 Supported by ONE Championship 【修斗世界バンタム級チャンピオンシップ】 | 2021年3月20日  |
| ○    | 安藤達也                     | 1R 2:12 TKO（足首の負傷）    | プロフェッショナル修斗公式戦 PROFESSIONAL SHOOTO 2020 Vol.7 Supported by ONE Championship                                          | 2020年11月23日 |
| ×    | 元谷友貴                     | 5分3R終了 判定0-3            | DEEP 94 IMPACT | 2020年3月1日   |
| ○    | 高野優樹                     | 5分3R終了 判定3-0            | DEEP 93 IMPACT | 2019年12月15日 |
| ○    | 白川陸斗                     | 1R 0:26 TKO（肩の脱臼）      | DEEP 91 IMPACT | 2019年9月8日   |
| ×    | トレヴィン・ジョーンズ       | 2R 1:40 チョークスリーパー   | DEEP 89 IMPACT | 2019年5月12日  |
| ○    | 赤尾セイジ                   | 5分3R終了 判定3-0            | DEEP 87 IMPACT | 2018年12月22日 |
| ×    | ビクター・ヘンリー           | 3R 1:36 KO（右前蹴り）       | DEEP 85 IMPACT | 2018年8月26日  |
| ×    | 石渡伸太郎                   | 5分3R終了 判定0-3            | RIZIN FIGHTING WORLD GRAND-PRIX 2017 Final ROUND 【RIZINバンタム級トーナメント準決勝】                                             | 2017年12月31日 |
| ○    | カリッド・タハ               | 3R 2:23 フロントネックロック | RIZIN FIGHTING WORLD GRAND-PRIX 2017 2nd ROUND 【RIZINバンタム級トーナメント2回戦】                                                | 2017年12月29日 |
| ○    | アンソニー・バーチャック     | 5分3R終了 判定2-1            | RIZIN FIGHTING WORLD GRAND-PRIX 2017 1st ROUND -夏の陣- 【RIZINバンタム級トーナメント1回戦】                                       | 2017年7月30日  |
| ○    | 石司晃一                     | 5分3R終了 判定3-2            | DEEP CAGE IMPACT 2017 【DEEPバンタム級タイトルマッチ】                                                                             | 2017年5月13日  |
| ○    | バータル・アズジャブハラン   | 2R 2:35 チョークスリーパー   | DEEP 77 IMPACT & DEEP JEWELS 13 | 2016年8月27日  |
| ○    | 遠藤大翼                     | 5分3R終了 判定3-0            | DEEP 75 IMPACT | 2016年2月27日  |
| △    | 五月女健                     | 1R 0:30 負傷判定0-0          | DEEP 74 IMPACT | 2015年12月20日 |
| ○    | 北田俊亮                     | 5分3R終了 判定5-0            | DEEP 72 IMPACT 【DEEPバンタム級タイトルマッチ】                                                                                    | 2015年5月17日  |
| ×    | 石渡伸太郎                   | 1R 3:30 TKO（タオル投入）    | DEEP DREAM IMPACT 2014 〜大晦日SPECIAL〜                                                                                           | 2014年12月31日 |
| ○    | TSUNE                        | 3R 4:46 ギロチンチョーク     | DEEP 69 IMPACT | 2014年10月26日 |
| ○    | 大沢ケンジ                   | 5分3R終了 判定5-0            | DEEP 66 IMPACT 【DEEPバンタム級王座決定戦】                                                                                        | 2014年4月29日  |
| ○    | 北田俊亮                     | 5分3R終了 判定3-0            | DEEP CAGE IMPACT 2013 in TDC HALL                                                                                                  | 2013年11月24日 |
| ×    | イ・ユンジュン               | 5分2R終了 判定0-3            | ROAD FC 012 | 2013年6月22日  |
| ○    | 釜谷真                       | 5分3R終了 判定3-0            | DEEP 62 IMPACT | 2013年4月26日  |
| ○    | 赤尾セイジ                   | 5分2R終了 判定3-0            | DEEP CAGE IMPACT 2012 in TOKYO 2nd ROUND                                                                                           | 2012年12月8日  |
| ○    | 直撃我聞                     | 5分2R終了 判定3-0            | DEEP 60 IMPACT | 2012年10月19日 |
| ×    | 和田竜光                     | 5分3R終了 判定0-2            | DEEP CAGE IMPACT 2012 in TOKYO 〜OVER AGAIN〜                                                                                      | 2012年4月7日   |
| ×    | 前田吉朗                     | 2R 3:13 チョークスリーパー   | DEEP 57 IMPACT 〜12年目の現実〜 【DEEPバンタム級タイトルマッチ】                                                                   | 2012年2月18日  |
| ×    | ビビアーノ・フェルナンデス   | 1R 0:41 チョークスリーパー   | DREAM.17 【バンタム級世界トーナメント 1回戦】                                                                                      | 2011年9月24日  |
| ○    | 中村"アイアン"浩士           | 5分3R終了 判定5-0            | DEEP 54 IMPACT 【DEEPバンタム級王座決定戦】                                                                                        | 2011年6月24日  |
| ×    | 大沢ケンジ                   | 2R（10分/5分）終了 判定1-2   | DREAM JAPAN GP -2011バンタム級日本トーナメント- 【バンタム級日本トーナメント 1回戦】                                               | 2011年5月29日  |
| ○    | 堀友彦                       | 5分3R終了 判定3-0            | DEEP 51 IMPACT | 2010年12月11日 |
| ×    | 前田吉朗                     | 5分3R終了 判定0-2            | DEEP 50 IMPACT 〜10年目の奇跡〜 | 2010年10月24日 |
| ×    | 松本晃市郎                   | 5分3R終了 判定2-3            | DEEP 48 IMPACT 【DEEPフェザー級タイトルマッチ】                                                                                    | 2010年7月3日   |
| ×    | 宮田和幸                     | 5分3R終了 判定1-2            | DREAM.14 | 2010年5月29日  |
| ○    | 山崎剛                       | 5分3R終了 判定3-0            | DEEP 46 IMPACT | 2010年2月28日  |
| ○    | 三島☆ド根性ノ助              | 5分3R終了 判定5-0            | DEEP 43 IMPACT 【DEEPフェザー級タイトルマッチ】                                                                                    | 2009年8月23日  |
| ×    | ビビアーノ・フェルナンデス   | 2R（10分/5分）終了 判定0-3   | DREAM.7 フェザー級グランプリ2009 開幕戦 【フェザー級グランプリ 1回戦】                                                             | 2009年3月8日   |
| ○    | 昇侍                         | 5分3R終了 判定3-0            | DEEP 39 IMPACT | 2008年12月10日 |
| ○    | 金原正徳                     | 5分2R終了 判定2-1            | DEEP 38 IMPACT | 2008年10月23日 |
| ×    | ハファエル・ドス・アンジョス | 5分3R終了 判定1-2            | Fury FC 6: High Voltage 【Fury FCライト級王座決定戦】                                                                              | 2008年7月12日  |
| ○    | 杉内勇                       | 1R 3:51 TKO（パウンド）      | clubDEEP 東京 | 2008年5月24日  |
| ○    | 高橋俊                       | 1R 1:39 チョークスリーパー   | SMOKER's | 2008年2月29日  |
| ○    | ホドリゴ・ルイス             | 2R 3:12 TKO（パウンド）      | Fury FC 5: Final Conflict | 2007年12月6日  |
| ○    | 高橋基希                     | 1R 2:42 チョークスリーパー   | clubDEEP 東京 | 2007年6月16日  |
| ○    | レアンドロ・イッサ           | 3R TKO（パウンド）           | Fury FC 3: Reloaded | 2007年5月19日  |
| ○    | LUIZ                         | 5分2R終了 判定3-0            | MARS 06 "RAPID FIRE" | 2006年12月22日 |
| ×    | 西内太志朗                   | 2R 3:05 チョークスリーパー   | MARS bodogFIGHT 01 【MFCチャレンジ・トーナメント 1回戦】                                                                           | 2006年10月4日  |
| ○    | 石井智大                     | 2R チョークスリーパー        | W-カプセル | 2006年6月11日  |

### アマチュア総合格闘技
| 勝敗 | 対戦相手 | 試合結果           | 大会名                                                                                                | 開催年月日    |
| △    | 小塚誠司 | 5分2R終了 時間切れ | DEEP 31 IMPACT                                                                                        | 2007年8月5日  |
| ×    | 北田俊亮 | 5分1R終了 判定0-3  | club DEEP 東京&フューチャーキングトーナメント2006 【フューチャーキングトーナメント フェザー級 1回戦】 | 2006年12月9日 |

## 獲得タイトル
- 第3代DEEPフェザー級王座（2009年）
- 第2代DEEPバンタム級王座（2011年）
- 第5代DEEPバンタム級王座（2014年）
- 初代WSOF GCバンタム級王座（2016年）

## 出演
- REVIVAL これが日本の総合格闘技だ（2015年）